# 瓦恩島
瓦恩島（挪威語：Vannøya）是挪威北部特罗姆斯郡卡爾綏市镇内的島嶼，面積232平方公里，最高點海拔高度1,033米，主要經濟活動是漁業，2008年人口880。

## 画廊

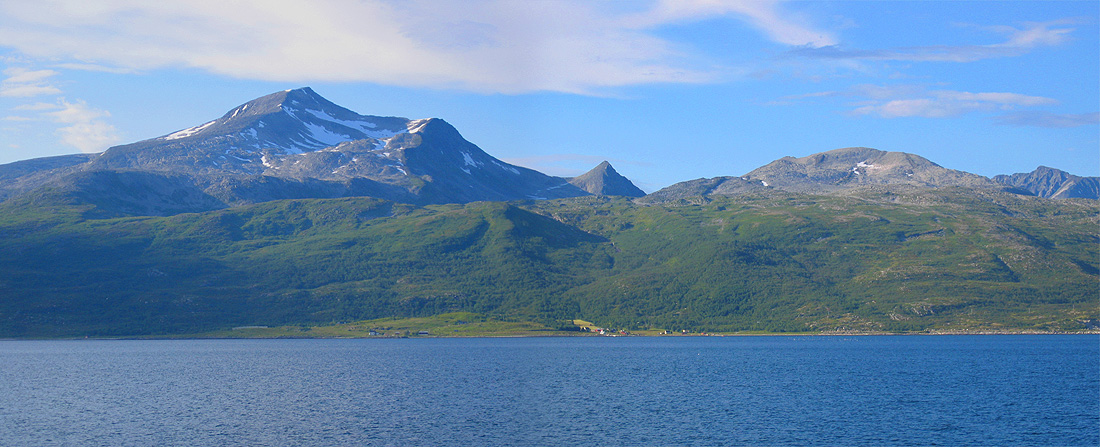
瓦恩岛风景
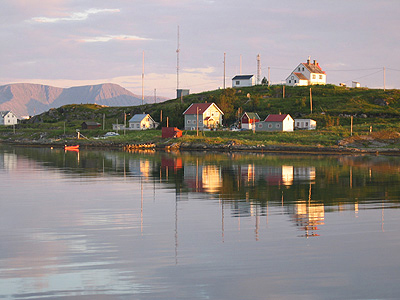
托尔斯沃格村，灯塔是村庄的最高点

70°09′N 19°51′E / 70.150°N 19.850°E